# Wincentów (powiat kielecki)
Wincentów – wieś w Polsce położona w województwie świętokrzyskim, w powiecie kieleckim, w gminie Piekoszów.
W latach 1975–1998 miejscowość należała administracyjnie do województwa kieleckiego.
Dojazd z Kielc zapewniają autobusy komunikacji miejskiej linii 28.